# Schliersee (meer)
Schliersee  is een meer in de Duitse deelstaat Beieren met een oppervlakte van 2,2 km². Het meer ligt in de gelijknamige gemeente Schliersee, district Miesbach, ongeveer 50 km ten zuidoosten van München.